# Descompte comercial
Descompte comercial són els interessos cobrats per una entitat bancària pel descompte d'efectes comercials i per associació també es denomina descompte comercial al contracte de caràcter mercantil en virtut del qual es concedeix un crèdit per a disposar anticipadament del líquid de les vendes fetes a tercers instrumentades mitjançant efectes comercials com són les lletres de canvi, pagarés, rebuts i certificacions.

## Càlcul de Descompte Comercial
Nominal (N) és el valor nominal de l'efecte (En la lletra de canvi l'import de la mateixa).
Efectiu (E) és la quantitat liquida rebuda pel descompte de l'efecte.
Tipus de descompte anual (d) percentatge aplicat per descomptar un efecte amb venciment anual.
Descompte comercial (Dc) és l'interès rebut pel banc pel finançament del descompte.
Duració del descompte comercial (n) és el temps (normalment en dies o mesos) que hi ha entre la data de descompte i la data de venciment de l'efecte.
Fraccionament periòdic (m) és el nombre de vegades que la unitat de temps emprada en el càlcul és continguda en un any (exemple: més m = 12. dia m = 365 o 360, si considerem l'any comercial en comptes d'any civil).
Comissions bancàries (C) són les diferents despeses que carrega el banc finançador per diversos motius com pot ser per exemple l'estudi de l'operació.
(Descompte comercial) Dc = N * n * (d / m)
(Efectiu) E = N – Dc – C = N * (1 – n * (d / m)) - C